# Musée d'Yverdon et région
Le musée d'Yverdon et région est un musée historique situé dans la ville vaudoise d'Yverdon-les-Bains, en Suisse.

## Description
Le musée d'Yverdon est l'un des plus anciens musées du canton de Vaud. Il a été en effet constitué à la suite du don, en 1764, du pasteur protestant Elie Bertrand de sa collection de minéraux et de fossiles. Par la suite, les collections de l'établissement, établi dans le château de la ville, s'enrichirent de pièces historiques lui permettant d'obtenir le statut de « musée reconnu comme officiel » par le canton de Vaud en 1953.
Le musée, tout comme le château dans lequel il se trouve, est inscrit comme bien culturel suisse d'importance nationale. Dans le cadre de son 250e anniversaire en 2014, il a demandé à l'Université de Neuchâtel d'engager une réflexion globale sur son orientation future. Il est soutenu par l'« association des amis du musée d'Yverdon et sa région » (anciennement Société du Musée et du Vieil Yverdon).

## Collections
Le musée retrace l'histoire de la région, en particulier avec l'exposition « Des Celtes aux Burgondes » : qui présente les époques celtique, gallo-romaine et burgonde.

Crâne allongé de jeune femme, probablement Alaine
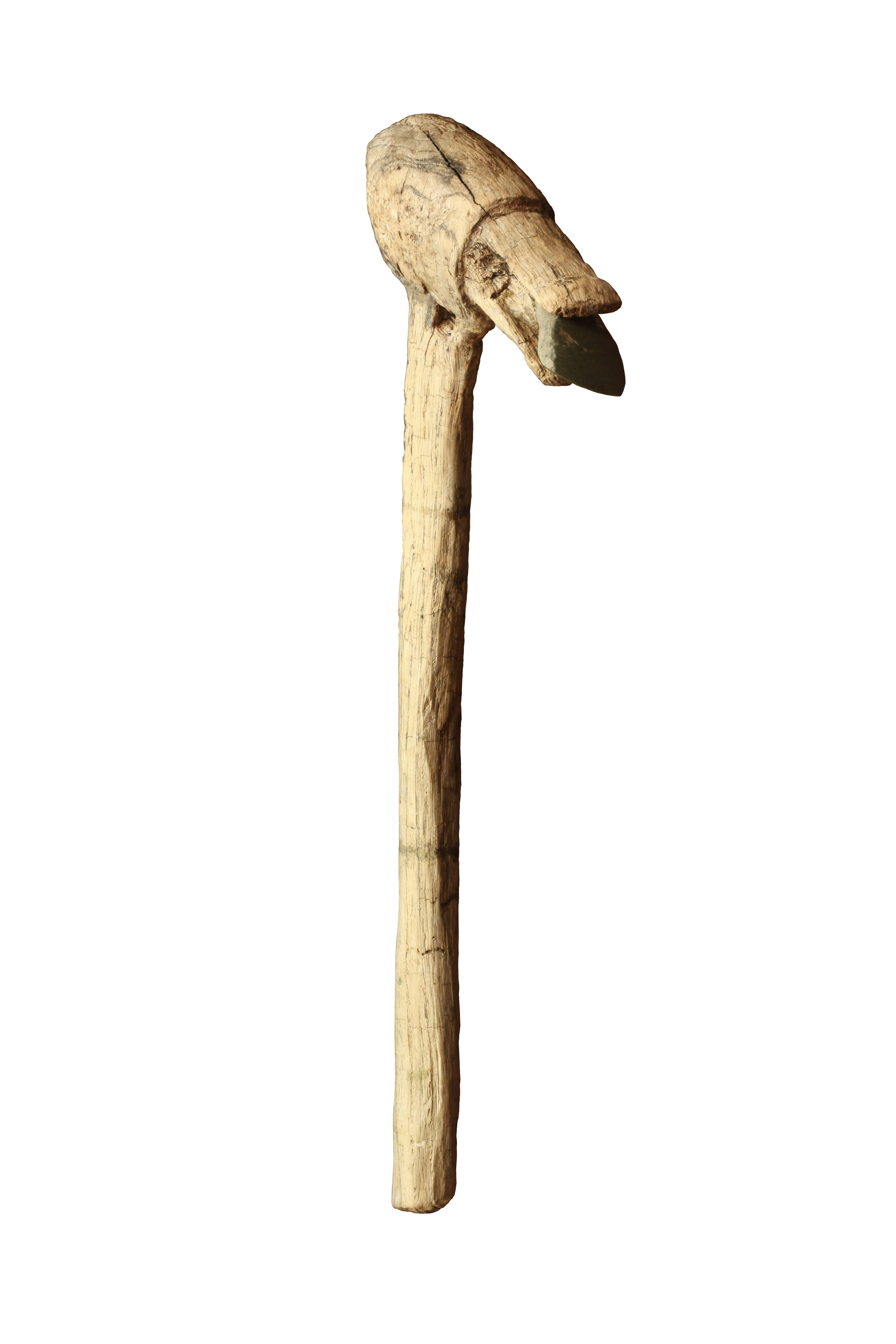
Hache néolithique
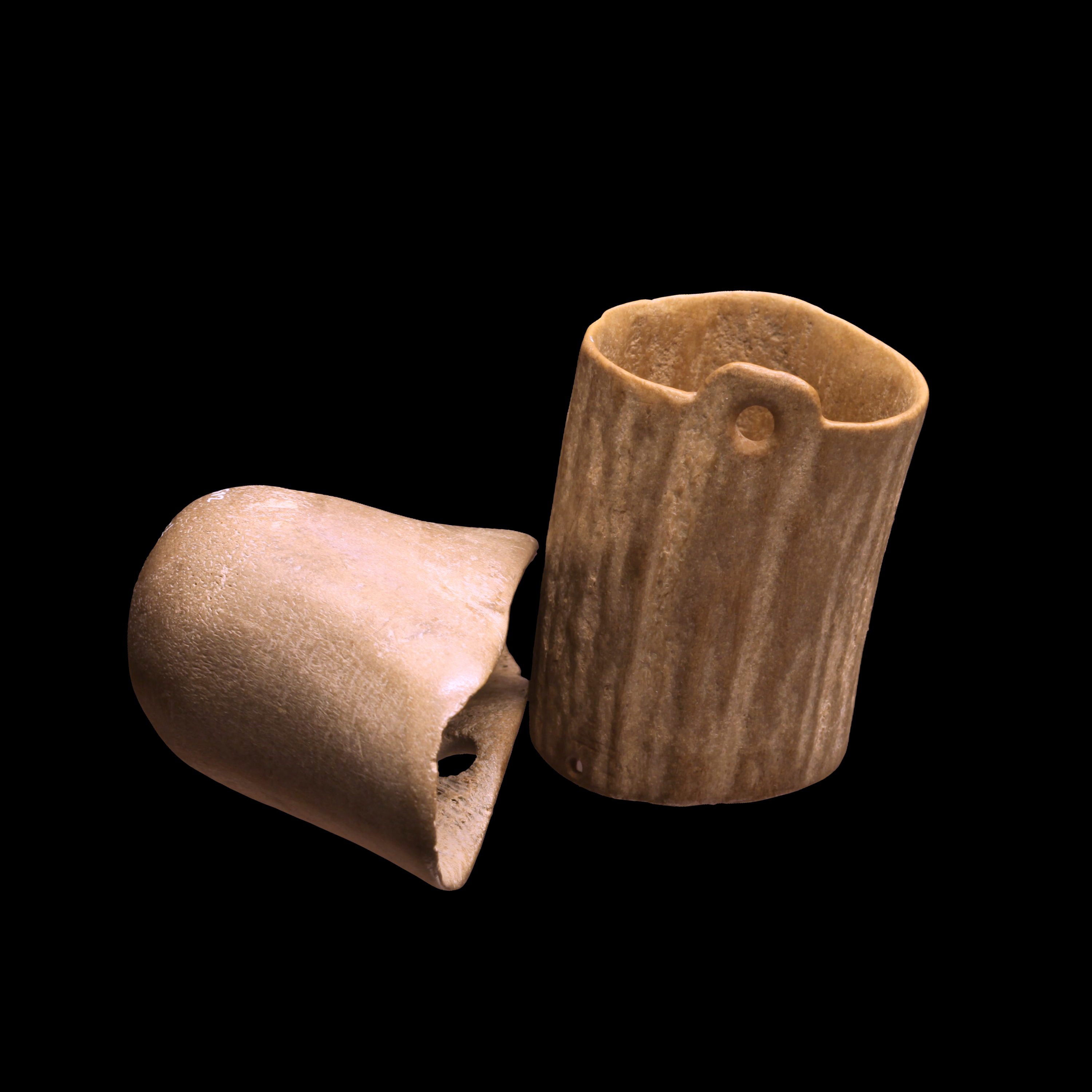
Gobelets en bois de cerf
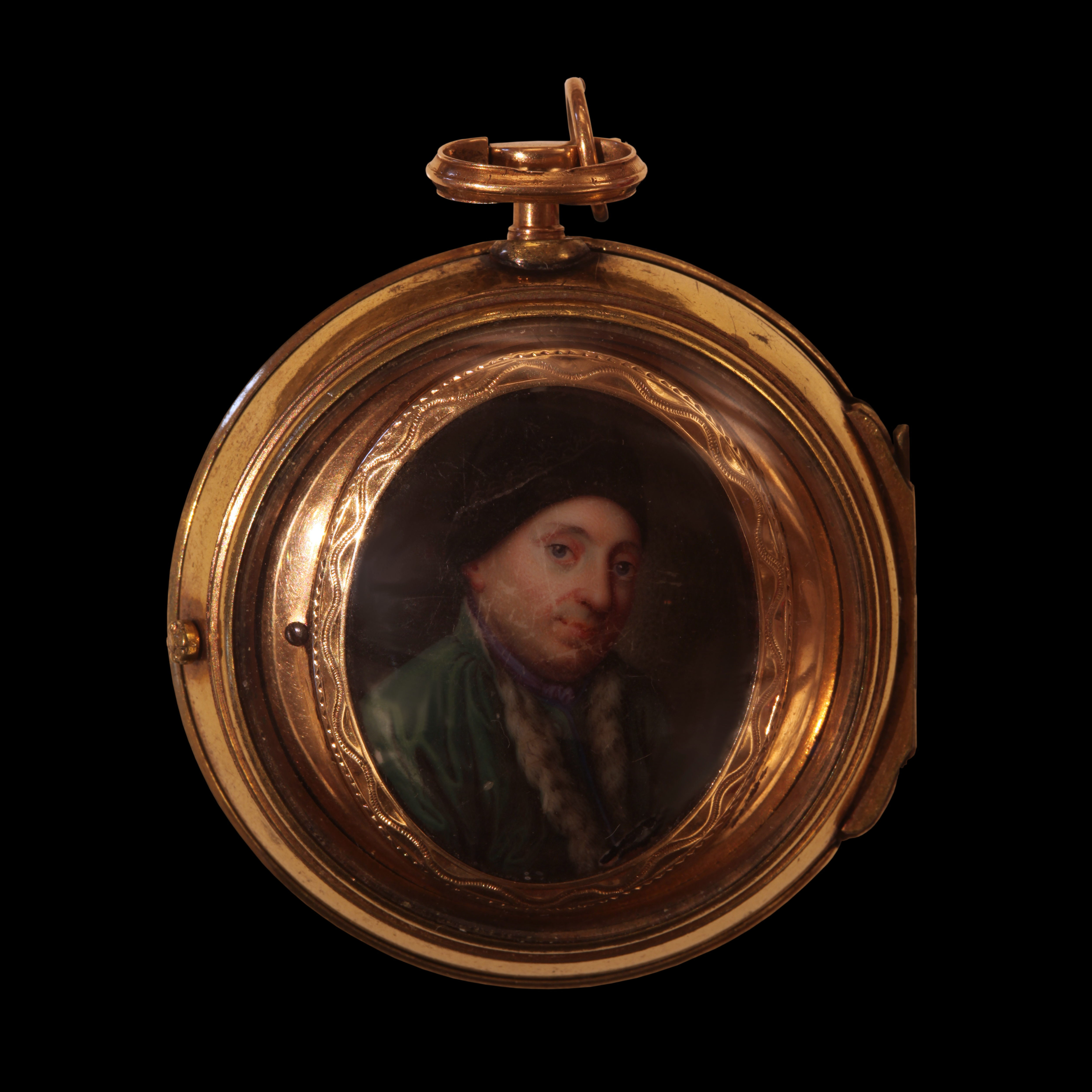
Montre de poche de Fortunato de Felice
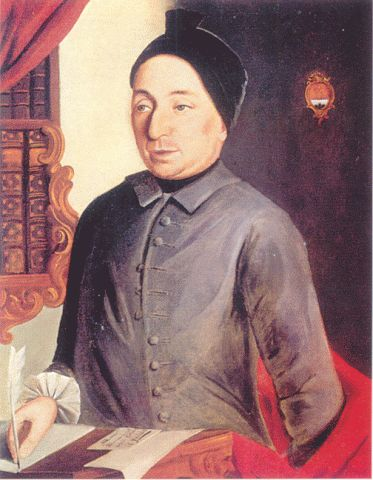
Portrait de Fortunato Bartolomeo de Felice
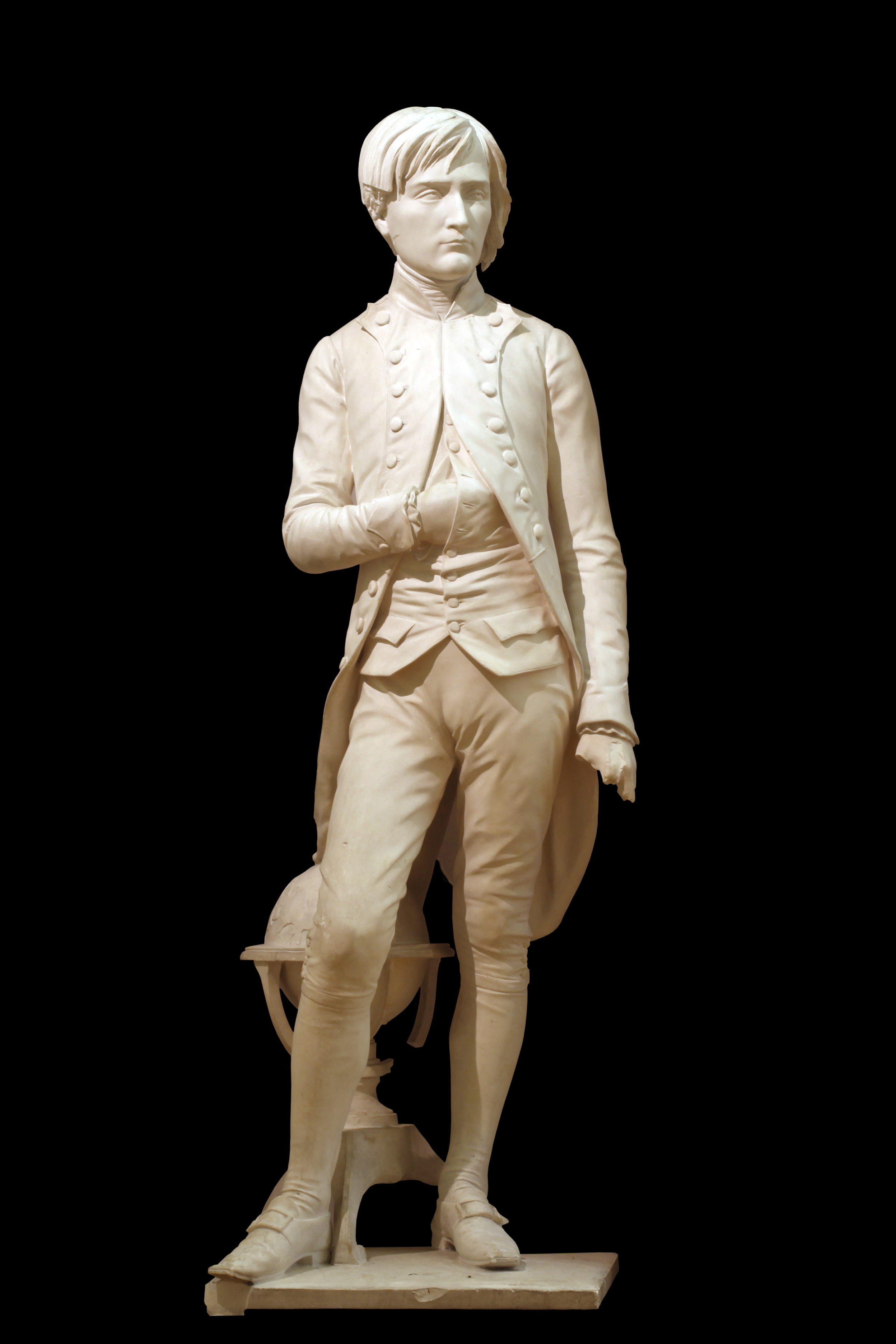
Bonaparte écolier
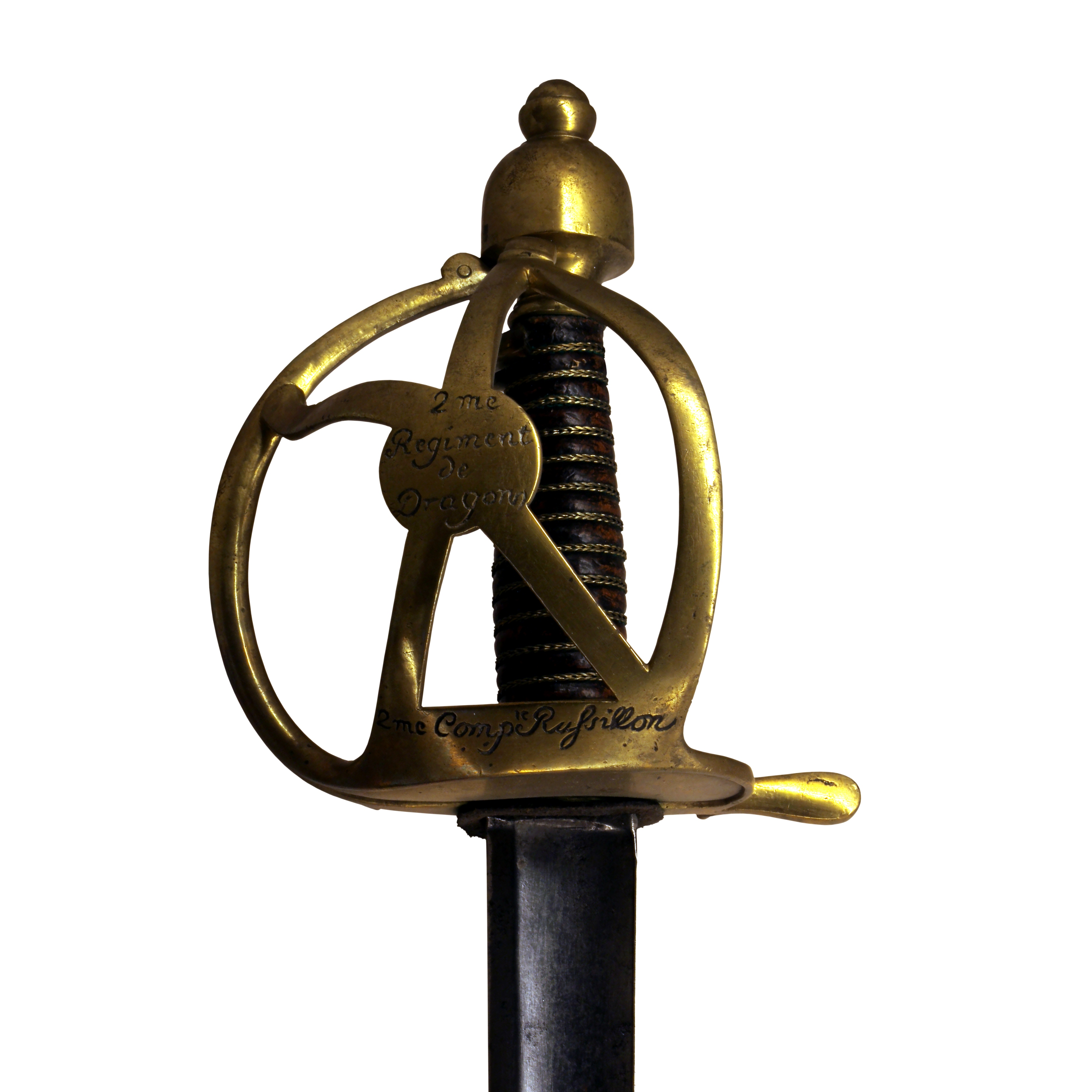
Sabre droit de cavalerie (Berne, 19e siècle)
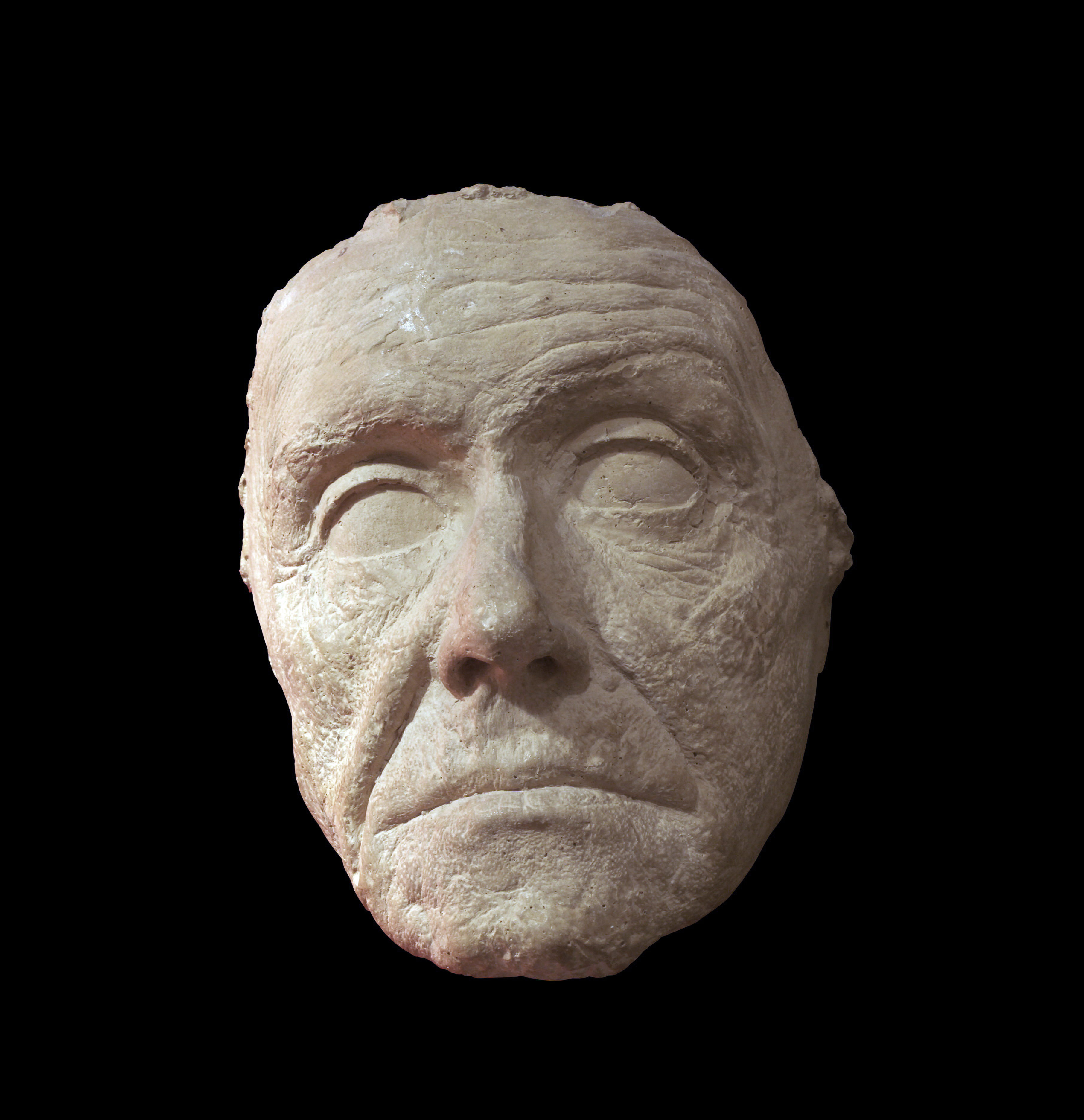
Masque en terre cuite (Heinrich Pestalozzi, 1809)